# IC 781
IC 781 је лентикуларна галаксија у сазвјежђу Береникина коса која се налази на листи објеката дубоког неба у Индекс каталогу.
Деклинација објекта је + 14° 57' 41" а ректасцензија 12h 20m 3,4s. Привидна величина (магнитуда) објекта IC 781 износи 13,6 а фотографска магнитуда 14,5. IC 781 је још познат и под ознакама MCG 3-32-2, CGCG 99-17, VCC 389, PGC 39754.